# Школа Щетинина
Школа Михаила Петровича Щетинина (официальное название: Федеральное государственное бюджетное общеобразовательное учреждение «Лицей-интернат комплексного формирования личности детей и подростков») — экспериментальная общеобразовательная школа, действовавшая в посёлке Текос Краснодарского края с 1994 по 2019 год. Создана и возглавлялась педагогом-новатором Михаилом Щетининым. По мнению нескольких сектоведов и религиозных деятелей, школа Щетинина является «педагогической сектой»
В июле 2019 года деятельность школы была приостановлена судом из-за невыполнения требований пожарной безопасности, отсутствия учебников и необходимых документов о квалификации у педагогов. 18 марта 2020 года у данного образовательного учреждения отозвана лицензия

## История
Школа была создана как эксперимент в системе среднего образования. Истоки эксперимента лежат в 1980-х годах, когда директор школы, Михаил Петрович Щетинин, занимал должность старшего сотрудника НИИ средств и методов обучения АПН СССР. Суть эксперимента состояла в создании школьного агропромышленного комплекса, при этом сочеталась учёба в первой половине дня с трудом школьников во второй половине дня. Кроме этого М. П. Щетининым вводились неожиданные педагогические новшества: сокращение времени уроков, отмена оценок, домашних заданий и т. п. Эксперимент не дал положительного результата и был закрыт после комиссии Министерства Просвещения СССР.
В 1988 году в станице Азовская Краснодарского края Щетинин по собственной инициативе возобновляет эксперимент. Новой школе был причислен статус государственного общеобразовательного учреждения.
К концу первого года школа, по настоянию родителей, была разделена на разновозрастную и одновозрастную, а к концу второго — разновозрастная школа официально отделилась с названием «Центр комплексного формирования личности детей и подростков». Налаживались связи с ВУЗами, которые оформлялись в виде очно-заочной формы обучения, при которой преподаватели ВУЗов сами приезжали в Центр Щетинина.
В 1994 году происходит отделение части коллектива Центра во главе с Щетининым, и последующее переселение его в филиал, созданный специально для этого в посёлке Текос рядом с городом Геленджиком Краснодарского края.
В 1999 году ЮНЕСКО признала педагогическую систему школы Щетинина одной из лучших в мире.
В 2005 лицей-интернат был передан в собственность Краснодарского края. На тот момент, согласно официальному ответу заместителя Министерства образования и науки РФ А. Г. Свинаренко на депутатский запрос, школа не имела статуса федеральной экспериментальной площадки.
С 2010 года (Распоряжение Правительства Российской Федерации от 05.07.2010 № 1128-р) школа является подведомственной Российской академии образования, а с 2018 года — Министерству просвещения РФ (Распоряжение Правительства РФ от 27.06.2018 № 1293-р).

## Концепция школы и методики преподавания
Школа интернатского типа, представляет собой обособленный комплекс жилых и учебных корпусов. Ученики проживают на территории школы, время от времени по возможности выезжая домой. Строительство, обслуживание, ремонт и эксплуатация помещений и всей территории осуществляется самими учащимися. Занятия в школе проводятся круглый год. Определённый контингент членов школы проживает там постоянно, в специально построенных корпусах.
Обучение в школе основывается на принципе отказа от стандартных систем образования. Практикуется метод т. н. «погружений», в котором изучение различных предметов разделено по дням. «Погружения» происходят периодически, примерно раз в несколько месяцев. Период их проведения колеблется от нескольких дней до нескольких недель. При этом расписание занятий, как и режим дня, может меняться практически ежедневно, поскольку большу́ю долю в жизни учащихся занимает физический труд. Помимо классических наук, в программу обучения включены этнические танцы, различные системы рукопашного боя, а также различные учения эзотерического толка.
Особенности методики преподавания в школе Щетинина::
1. Разновозрастные группы учащихся.
2. Отсутствие системы классов.
3. Отсутствие чётко установленной системы проведения уроков.
4. Отсутствие отдельных учебных кабинетов. Уроки проводятся в любом удобном помещении на территории школы либо вне их.
5. Отсутствие дипломированных педагогов. Ученики самостоятельно изучают научный материал.
6. Отсутствие балловой системы оценок.

Щетинин сотрудничал с «Церковью последнего завета» С. А. Торопа (Виссариона) в подготовке к открытию в Курагинском районе школы.
Школа приобрела популярность среди последователей нового религиозного движения «Звенящие кедры России» благодаря тому, что его основатель Владимир Мегре представил её в своих книгах в качестве «наиболее близкого образовательного идеала».

## Закрытие
C 4 марта по 20 мая 2019 года в лицее-интернате прошла серия проверок с участием ряда ведомств. В результате Министерством образования, науки и молодёжной политики Краснодарского края были выявлены нарушения в деятельности лицея: отсутствие необходимых документов на два учебных корпуса, невыполнение требований по обеспечению пожарной и санитарной безопасности ещё в двух, отсутствие требуемых условий для преподавания химии, физики, физкультуры, ОБЖ, недостаточное количество учебников (5-10 экземпляров на 106 обучающихся) по ряду предметов, отсутствие необходимой квалификации у сотрудников лицея (так, преподавание хореографии осуществлялось лицом с квалификацией «облицовщик-плиточник», а учитель истории не проходил обязательные курсы повышения квалификации). 19 июля 2019 года суд Геленджика постановил приостановить деятельность лицея на 3 месяца. На тот момент обучение там проходили около 100 учащихся, их распределили в другие образовательные учреждения.
10 ноября 2019 года скончался Михаил Щетинин. Педагогический коллектив предложил назначить новым директором учебного учреждения сына основателя школы Петра Михайловича Щетинина. Однако Министерство просвещения РФ установило, что исполнять обязанности директора школы будет Ян Селезнёв. Это вызвало обеспокоенность родителей и педагогического коллектива, которые предположили, что деятельность школы не будет возобновлена. 18 ноября краевой арбитражный суд постановил узаконить строения, расположенные на территории лицея, однако учреждение так и не возобновило свою работу.
В сентябре-декабре 2019 года в поддержку лицея выступил ряд педагогов и общественных деятелей, в том числе академики РАО Анатолий Цирульников, Шалва Амонашвили и уполномоченный по правам человека в РФ Татьяна Москалькова, Александр Асмолов. В декабре 2019 года во время ежегодной пресс-конференции Владимира Путина главный редактор газеты «Президент» Сергей Комков пожаловался на бесконечные проверки и попытки краснодарских чиновников ликвидировать учебное учреждение, основанное Щетининым.
18 марта 2020 года Арбитражный суд Краснодарского края аннулировал лицензию на образовательную деятельность школы-интерната, удовлетворив исковое заявление Министерства образования науки и молодёжной политики Краснодарского края
22 января 2021 года лицей был передан на баланс всероссийского детского центра «Смена». В том же году коллектив преподавателей, который вместе с Михаилом Щетининым разрабатывал и развивал его педагогическую систему, в полном составе покинул реорганизованное учреждение.

## Критика
А. Цирульников в опубликованной в 1996 году статьи «Странная школа» утверждал, что в учебную программу школы, помимо прочих особенностей, была включена пропаганда идей Агни-Йоги, а также просмотр сеансов Кашпировского и Чумака.
В 1999 году с критикой школы как с духовных позиций, так и со светских позиций выступил кандидат педагогических наук, бывший учитель физики, преподаватель сектоведения Кубанского государственного университета протоиерей Алексей Касатиков. В числе основных претензий к школе он назвал преподавание непризнанных наукой концепций (например, о «торсионных полях», «магическом воздействии» геометрических фигур на человека), «гуруизм» (наделение руководителя сверхавторитетом, в том числе в решении вопросов личной жизни учеников и выпускников), закрытый характер организации, еретический характер духовного учения, проповедуемого в школе. Кроме того, он указывает, что ему неизвестны выпускники школы, добившиеся бы после выпуска значительных успехов в жизни. В 2000 году патриарх Алексий II, характеризуя школу в Текосе, говорил о присутствии в её деятельности признаков тоталитарной секты.
В октябре 2005 года заместитель Министерства образования и науки РФ А. Г. Свинаренко отмечал отсутствие признанных достижений учащихся школы: «обучающиеся названного образовательного учреждения не принимают участия в предметных олимпиадах, спортивных состязаниях, творческих конкурсах, проводимых на региональном и федеральном уровнях; в последние годы в лицее-интернате не было выпускников, награжденных золотой и серебряной медалями; лицей-интернат не принимает участия в сдаче единого государственного экзамена». Кроме того, «педагогический коллектив лицея-интерната ни разу не выдвигал кандидатуры для участия во Всероссийском конкурсе „Учитель года“ и не участвовал во Всероссийском конкурсе „Лучшие школы России“».
По мнению А. Л. Дворкина, профессора Православного Свято-Тихоновского гуманитарного университета, председателя Экспертного совета по государственной религиоведческой экспертизе при Министерстве юстиции РФ, школа Щетинина представляет собой не школу, а «оккультную крайне жесткую тоталитарную секту, мечтающую о захвате власти», которая создает дополнительную напряженность в кавказском регионе, «противопоставляя себя окружающему миру и воспитывая фанатичных, обученных военному делу адептов, которых планируется в своё время использовать для конкретных, в том числе и политических, целей». Как отметил Дворкин в 2013 году, «до сих пор „школа гениев“, как её рекламирует Михаил Щетинин, так и не выпустила не то что одного гения, но даже ни одного кандидата наук. Это лучшее доказательство того, что построенная им секта производит кадры только для себя, на большее она не способна».
По состоянию на 2019 год школа не входила в рейтинг 20 лучших образовательных учреждений Краснодарского края по числу выпускников, поступающих в лучшие вузы России, составленный рейтинговым агентством RAEX. Школа не входит в число лидеров по результатам ЕГЭ. Согласно статистико-аналитического отчета о результатах ЕГЭ 2018 года, составленному Институтом развития образования Краснодарского края, в перечне школ, продемонстрировавших наиболее высокие результаты ЕГЭ по русскому языку школа находится на 78-м месте, по математике — на 58-м месте, по физике — на 32-м месте, по обществознанию — на 55 месте, в перечнях по литературе, информатике, химии, биологии, географии, иностранным языкам школа Щетинина отсутствует.